# 麻雀瓦舍
麻雀瓦舍，位於北京市朝阳区工人体育场内的美高美国际俱乐部，是北京知名的音乐现场演出场所。

## 简介
麻雀瓦舍全称为麻雀瓦舍文艺汇演中心，起初位于北京东三环CBD旁边，由北京吉普汽车有限公司的厂房改造而成，面积大约2000平方米，含2个话剧场、1个音乐现场及排练厅、咖啡馆、酒吧等，2009年12月31日开张。开业后麻雀瓦舍常年举办音乐、舞台剧、戏曲、曲艺演出，尤以音乐现场演出为著名。麻雀瓦舍的老板为钱昌坤。
2009年9月，麻雀瓦舍与北京吉普汽车有限公司签订5年租用合同，2014年9月到期后续签1年。2015年8月9日晚，佛教摇滚乐队“布达吉雅”在麻雀瓦舍举办新专辑《那一世》首唱会。2015年8月10日，因无法负担租金，麻雀瓦舍老板钱昌坤决定关闭麻雀瓦舍。2015年8月12日，麻雀瓦舍在官方微博上宣布停止营业。8月13日，麻雀瓦舍从原址搬走。
2015年10月18日、19日，在工人体育场内的美高美国际俱乐部举行“麻雀瓦舍六周年纪念演出”，同时还宣布麻雀瓦舍在这里重张。这场免费纪念演出是由两位麻雀瓦舍的歌迷通过网络众筹组织，老狼、万晓利、杭盖乐队等参加演出。2015年10月24日，麻雀瓦舍在美高美国际俱乐部正式开放，此次麻雀瓦舍采取的是品牌入驻的形式，所以不必再担心场租问题。2015年10月25日，麻雀瓦舍举办重开后的首场演出，为图瓦共和国的恒哈图乐队表演的呼麦。